# Vreton
Cet article possède des paronymes, voir Verton et Le Vrétot.
Vreton est une commune française située en Auvergne-Rhône-Alpes, dans le département du Puy-de-Dôme, rattachée en 1902 à la commune voisine de Verrières.
Elle a donné son nom à la seigneurie de Vreton.

## Histoire

Armes de la Maison.

La localité de Vreton, bien que modeste en taille, possède un héritage historique attesté dès l’Antiquité tardive. Son domaine est enregistré comme un point de convergence pour les échanges commerciaux entre Clermont et Riom au cours du Moyen Âge.
La seigneurie de Vreton a traversé plusieurs lignées, dont certaines revendiquaient une parenté lointaine avec la maison de Poitiers-Valentinois.
Elle est rattachée en 1902 à la commune limitrophe de Verrières, sur décision du préfet du Puy-de-Dôme, Paul Barthélemy Joly.

## Climat

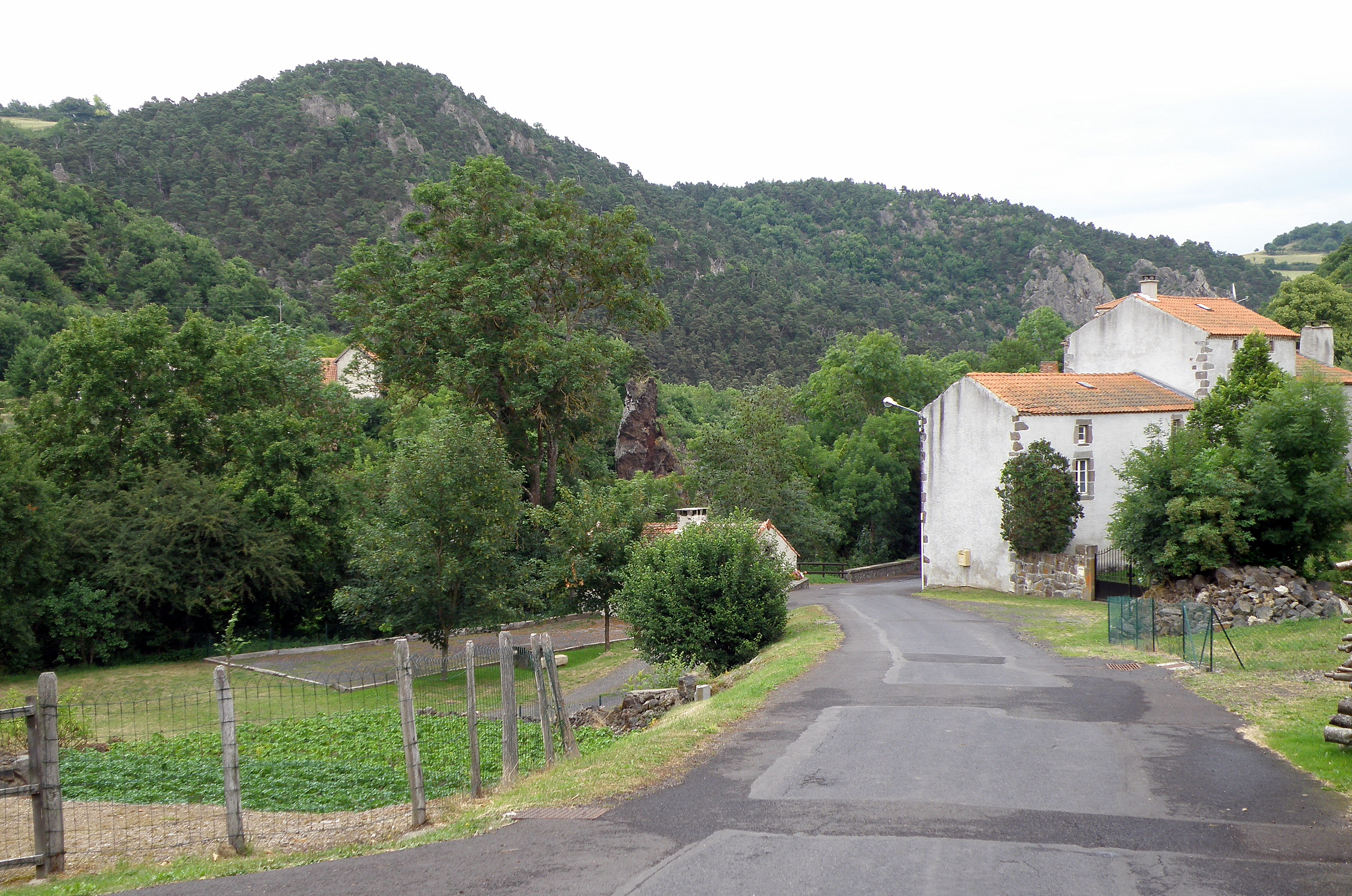
L'Aiguille de Roche Longue, dyke basaltique surplombant la Couze.

En 2010, le climat de l'ancienne commune est de type climat océanique dégradé des plaines du Centre et du Nord, selon une étude du Centre national de la recherche scientifique s'appuyant sur une série de données couvrant la période 1971-2000. En 2020, Météo-France publie une typologie des climats de la France métropolitaine dans laquelle la commune est exposée à un climat de montagne ou de marges de montagne et est dans la région climatique Nord-est du Massif Central, caractérisée par une pluviométrie annuelle de 800 à 1 200 mm, bien répartie dans l’année.